# Lisa Ray
Lisa Rani Ray (Toronto, 4 aprile 1972) è un'attrice canadese.

## Biografia
Di padre indiano e di madre polacca, ha esordito a Bollywood con Kasoor nel 2001. Notata da Deepa Mehta, ha lavorato con la famosa regista indiana sia in Bollywood/Hollywood nel 2002 che in Water - Il coraggio di amare nel 2005.
Si dedica anche alla poesia. Lisa Ray soffre di mieloma multiplo, tumore ematico cronico, dal 2009, in remissione dal 2010 grazie ad un trapianto di cellule staminali ematopoietiche. Assieme al compagno ha due figlie gemelle, nate tramite maternità surrogata.

## Filmografia

### Cinema
- Hanste Khelte, regia di Bharat Rangachary (1994)
- Nethaji, regia di Muthu Krishnan (1996)
- Kasoor, regia di Vikram Bhatt (2001)
- Yuvaraja, regia di Puri Jagannadh (2001)
- Choron Ka Chor, regia di Jayant Paranji (2002)
- Takkari Donga, regia di Jayant Paranji (2002)
- Bollywood/Hollywood, regia di Deepa Mehta (2002)
- Ball & Chain, regia di Shiraz Jafri (2004)
- Water - Il coraggio di amare (Water), regia di Deepa Mehta (2005)
- Seeking Fear, regia di Robin Webb (2005)
- The Flowerman, regia di Nicolas Doldinger - cortometraggio (2006)
- Quarter Life Crisis, regia di Kiran Merchant (2006)
- A Stone's Throw, regia di Camelia Frieberg (2006)
- All Hat, regia di Leonard Farlinger (2007)
- The World Unseen, regia di Shamim Sarif (2007)
- Kill Kill Faster Faster, regia di Gareth Maxwell Roberts (2008)
- I Can't Think Straight, regia di Shamim Sarif (2008)
- Toronto Stories, regia collettiva (2008)
- Defendor, regia di Peter Stebbings (2009)
- Una stella in cucina (Cooking with Stella), regia di Dilip Mehta (2009)
- Somnolence, regia di Ali Sade (2009)
- Let the Game Begin, regia di Amit Gupta (2010)
- Krach, regia di Fabrice Genestal (2010)
- Patch Town, regia di Craig Goodwill - cortometraggio (2011)
- Ishq Forever, regia di Sameer Sippy (2016)
- Veerappan, regia di Ram Gopal Varma (2016)
- Dobaara: See Your Evil, regia di Prawaal Raman (2017)
- 99 Songs, regia di Vishwesh Krishnamoorthy (2019)

### Televisione
- Blood Ties – serie TV, episodi 1x9 (2007)
- The Summit – miniserie TV, puntate 1x1-1x2 (2008)
- Psych – serie TV, episodi 4x6 (2009)
- I misteri di Murdoch (Murdoch Mysteries) – serie TV, episodi 4x9 (2011)
- Endgame – serie TV, 13 episodi (2011)
- Gods of Medicine – serie TV, episodi 1x2 (2018)
- Four More Shots Please! – serie TV, 20 episodi (2019-2020)

## Doppiatrici italiane
Nelle versioni in italiano delle opere in cui ha recitato, Lisa Ray è stata doppiata da:
- Laura Lenghi in Psych